# Jahrbuch für Geschichte Lateinamerikas
Das Jahrbuch für Geschichte Lateinamerikas (Abkürzung: JbLA, spanischer Titel Anuario de Historia de América Latina) ist eine traditionsreiche Zeitschrift zur historischen Forschung über Lateinamerika. Die Fachzeitschrift publiziert unveröffentlichte Beiträge auf Spanisch, Portugiesisch, Deutsch, Englisch und Französisch. Es finden sich forschungsorientierte Aufsätze, Forschungs- und Literaturberichte sowie Nachrufe. Die Sektion „Forum“ stellt aktuelle historiographische Debatten und vergleichende Betrachtungen mit anderen Großräumen vor. Mit diesem Konzept verfolgt das Jahrbuch den Anspruch, nicht nur zur Forschung über Lateinamerika beizutragen, sondern auch der Historiographie in Deutschland und Europa kritische Impulse geben.
1964 von den Kölner Historikern Richard Konetzke und Hermann Kellenbenz als „Jahrbuch für Geschichte von Staat, Wirtschaft und Gesellschaft Lateinamerikas“ gegründet, war sie die erste Fachzeitschrift zur lateinamerikanischen Geschichte in Europa, die nach dem Zweiten Weltkrieg außerhalb Spaniens und Portugals erschien. Seit 1998 wird das Jahrbuch unter seinem jetzigen Titel veröffentlicht. Auf der Homepage sind sämtliche Artikel (seit 1964) im Volltext einsehbar.
Das Jahrbuch wird in den „Historical Abstracts“ und im „Hispanic American Periodicals Index (HAPI)“ besprochen.
Neben der Zeitschrift erscheinen in unregelmäßiger Folge unter dem Titel „Lateinamerikanische Forschungen“ die Beihefte des Jahrbuchs für Geschichte Lateinamerikas. Es handelt sich dabei um aktuelle monographische Forschungsbeiträge zur lateinamerikanischen Geschichte vornehmlich von in Deutschland forschenden Wissenschaftlerinnen und Wissenschaftlern.